# Institute Football Club
Maillots
Dernière mise à jour : 4 juin 2025.
Institute Football Club, fréquemment surnommé Stute, est un club nord-irlandais de football basé à Drumahoe dans la banlieue de Londonderry. Le club, fondé en 1905, joue au Brandywell et utilise des tenues bleues ciel.

## Histoire

### Genèse
Le club tire son origine du Presbyterian Working Men's Institute, une organisation religieuse presbytérienne fondée le 25 avril 1882 par des notables de Londonderry ayant pour but « d'améliorer le bien-être intellectuel, moral, social et religieux des travailleurs de la ville »,. L'organisation nouvellement créée, bien que disposant de peu de moyens, achète pour 1 000 livres sterling des locaux au Diamond en centre-ville de Derry, au sein duquel le PWMI emménage en janvier 1883,.
En 1893, à l’initiative de membres du PWMI, un club de football est créé au nord des murs de Londonderry, aux alentours de Pennyburn. Ce club est baptisé North-End Football Club. L’équipe fanion joue une dizaine d’années dans les compétitions locales de football senior. L’équipe jouant dans les compétitions junior porte quant à elle le nom de North End Olympic,. Cette équipe collectionne plusieurs succès, dont trois North West Junior Challenge Cup, remportées en 1896, 1899 et 1900.

### Premières années

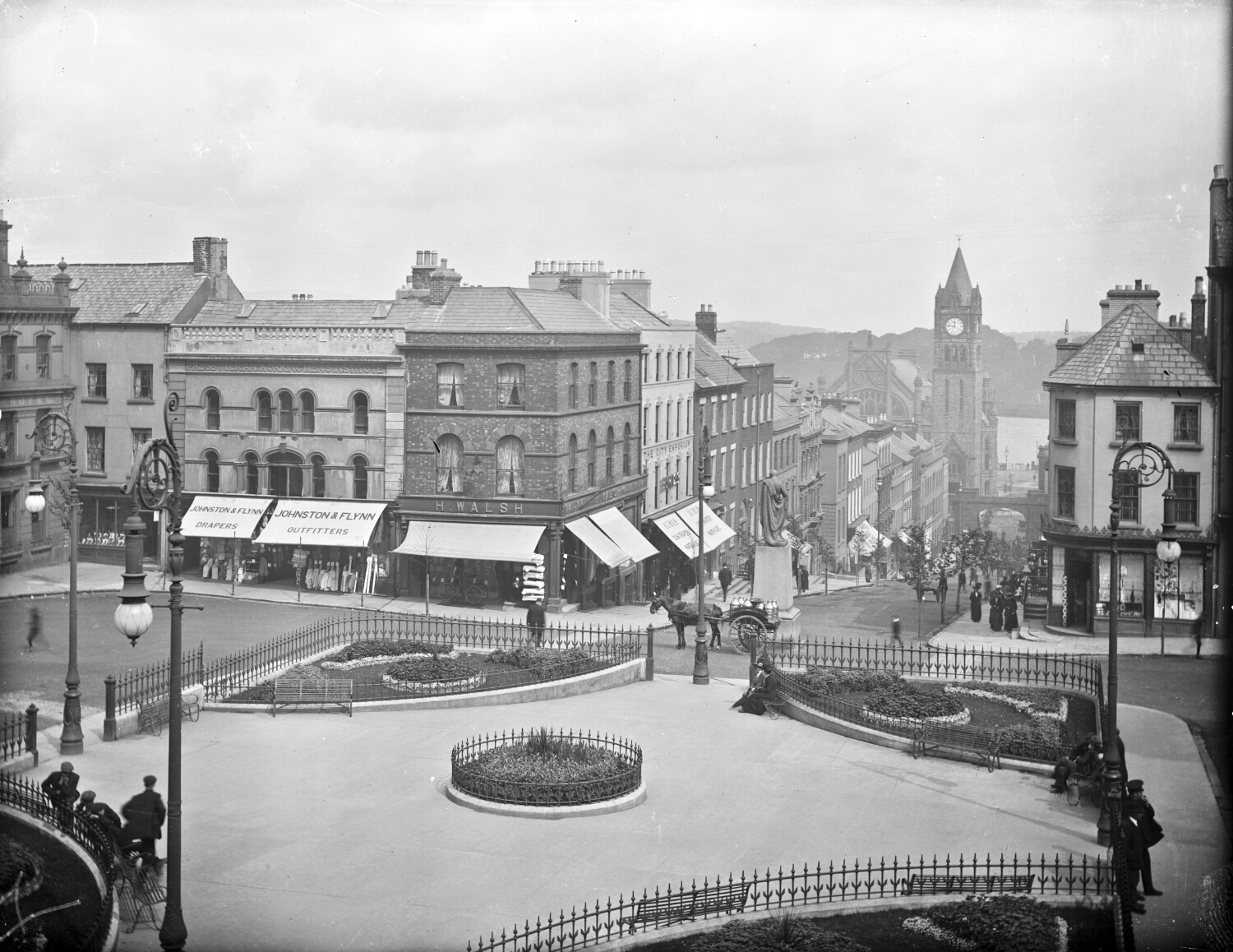
Diamond à Londonderry lors des premières années du club. Au milieu à gauche le bâtiment du PWMI.

Lorsque North End Olympic cesse ses activités, d'anciens joueurs et supporters du club défunt décident, en octobre 1905, de concert avec le PWMI et sous son patronage, de fonder un nouveau club sous le nom d’Institute Football Club. La réunion fondatrice se tient dans un des salons de l’Hôtel Diamond sous la direction de William Buchanan. Le club est alors affilié à la North West Football Association en tant que club junior.
Lors de sa première saison, 1905-1906, le club ne joue que des matchs amicaux et le premier de ceux-ci a lieu face à l'équipe de St Columb’s Court aux Magee College Grounds.
Institute FC remporte son premier trophée, la Charity Cup de Derry, le jour de Noël 1907. Lors de ce match l'équipe défait les Derry Celtic Wanderers, composés essentiellement de joueurs seniors, par 4 buts à 1 au Celtic Park. Bien que ne disputant pas cette finale car considéré trop jeune, c'est au cours de ces premières années d'existence du club que Billy Gillespie commence sa carrière de footballeur.
Progressivement Institute devient une des forces du football local. L'un des principaux rivaux d'alors est Guilds, contre qui Institute dispute à nouveau la finale de la Charity Cup en 1912. Ce match est interrompu six minutes avant son terme en raison d'une bagarre entre joueurs qui dégénère avec l'intrusion de supporters sur la pelouse. Des incidents qui ont lieu sur fond de tensions entre catholiques et protestants, notamment au sujet du Home Rule,. 
En 1914, Institute atteint la finale de la coupe d'Irlande junior, mais l'équipe perd 2 buts à 1 la finale face à Brantwood au Grosvenor Park de Belfast. 
Au moment de l'entrée en guerre du Royaume-Uni lors de la Première Guerre mondiale en août 1914, huit joueurs s'engagent au sein du 10e bataillon des Royal Inniskilling Fusiliers, trois de ces volontaires perdent la vie lors du conflit.
Le club continue ses activités lors de l'Entre-deux-guerres, remportant notamment la North West Junior League en 1934, mais cesse ses activités à l'issue de la Seconde Guerre mondiale.

### Nouveau départ
À la fin des années 1950, l'équipe de football du Londonderry Boys Club, un club pour la jeunesse, remporte le championnat jeune d'Irlande du Nord. Les jeunes atteignant leurs 18 ans étant dans l'obligation de quitter le club, les joueurs composant l'équipe championne se retrouvent sans club pour continuer à jouer au football. Certains joueurs étant également membre du PWMI, il est décidé avec les membres de ce dernier de reconstituer une équipe en intégrant l'intégralité des seize joueurs ne pouvant plus jouer pour le Boys Club au sein d'Institute. Le club reprend ainsi ses activités en 1961.
Le club enchaîne les bonnes performances au cours des années 1960 grâce à cette base de nouveaux joueurs renforcée par quelques nouvelles recrues, remportant notamment la Coupe d'Irlande junior 8 buts à 2 face à Queens Park Swifts à Coleraine en 1969. 
En 1972 lors des Troubles, les locaux du PWMI sont endommagés par deux bombes,, tout comme ceux de la YMCA. Les deux associations décident de fusionner en 1978 et choisissent de conserver le nom d'Institute FC pour le club de football. Les locaux en centre-ville de Londonderry sont ensuite vendus en octobre 1979. L'association ainsi que le club déménagent en banlieue à Drumahoe où les nouveaux locaux et le nouveau stade sont bâtis. Les travaux prennent fin en 1985.

### Progression dans le football nord-irlandais
Les bons résultats continuent dans les années 1970 et après avoir remporté un triplé dans les compétitions juniors du North West, le club demande à rejoindre la catégorie supérieur en 1981. À partir de cette année-là, le club évolue au sein de l’Intermediate League.
La première saison dans le football intermédiaire est l'une des meilleures pour Institute qui commence sa saison par une victoire 8 à 1 face à Roe Valley FC et finissant à la deuxième place derrière Ballymoney United. Dans la coupe Intermediate, l'équipe atteint la finale après avoir battu Ballymoney United en quart de finale et RUC en demi-finale, avant de perdre 2 à 1 face à Chimney Corner aux Showgrounds de Coleraine.
Dans les années 1990, le club entame auprès de l'IFA les démarches pour rejoindre les divisions seniors du football nord-irlandais. Après un investissement pour réaménager le stade à Drumahoe, le club est autorisé à prendre la place de l'équipe de la Queen's University de Belfast au sein de la division B pour le début de la saison 1996-1997. Le club évolue en troisième division trois saisons avant d'acquérir en août 1998 sa promotion en deuxième division nord-irlandaise, par décision de l'IFA, qui autorise Stute et Armagh City FC à intégrer la First Division pour le début de la saison 1999-2000,. C'est à cette occasion que le club rejoint officiellement le football senior. 

### Football senior
Sous Paul Kee, qui entraîne l'équipe première à partir de 1999, le club continue sa progression et est promu de la First Division à l'issue de la saison 2001-2002. Passant la deuxième moitié du championnat en tête, Institute est promu pour la première fois en Irish Premier League en mars 2002, mais perd le titre au profit de Distillery. Paul Kee étant sacré meilleur entraîneur du championnat à cette occasion.
Le club joue pour la première fois en Irish Premier League lors de la saison 2002-2003, finissant cette saison à la 6e place. Institute y vainc trois fois Linfield, dont une fois à Windsor Park. Le club est relégué quatre saisons plus tard, à l'issue de l'exercice 2005-2006, mais regagne sa place dans l'élite la saison suivante après avoir été champion de First Division.
Institute est à nouveau relégué en deuxième division lorsque l'équipe finit la saison 2009-2010 à la dernière place. Paul Kee revient alors au club et permet d'acquérir une nouvelle place en Premiership pour la saison 2014-2015 en remportant la Championship. Néanmoins ce retour en première division est bref et l'équipe de Kee finit dernière, signifiant une nouvelle relégation.
C'est lorsque Paddy McLaughlin, ancien capitaine d'Institute, prend les rênes de l'équipe pour la saison 2017-2018 que le club remporte la NIFL Championship et signe son retour en première division pour la saison 2018-2019. Au cours de cette dernière, Institute joue un football attrayant qui lui vaut pour un temps d'être comparé au FC Barcelone par les médias locaux, la BBC employant même le surnom de Stute-lona.

## Palmarès
Institute est un club ayant régulièrement du succès dans les compétitions régionales du North West, y remportant plusieurs trophées en tant que club junior, à aujourd'hui en tant que club senior.
| Compétitions nationales et régionales | Compétitions nationales et régionales |
| --- | --- |
| Senior - North West Senior Cup (8) - Vainqueur en 1998, 2003, 2009, 2011, 2012, 2015, 2017 et 2018. - Championnat d'Irlande de D2 (3) - Champion en 2007, 2014 et 2018. Intermediate - Irish Intermediate Cup (2) - Vainqueur en 2013 et 2016. - B Division Knock-out Cup/IFA Intermediate League Cup (2) - Vainqueur en 1997 et 2007. - Craig Memorial Cup (2) - Vainqueur en 1999 et 2012. | Junior - Irish Junior Cup (1) - Vainqueur en 1969. - Finaliste en 1914. - North West Charity Cup (1) - Vainqueur en 1907. - Finaliste en 1912. - North West City Cup (6) - Vainqueur en 1963, 1966, 1970, 1971, 1975 et 1980. - North West League (2) - Vainqueur en 1934, 1966 et 1980. |

## Identité

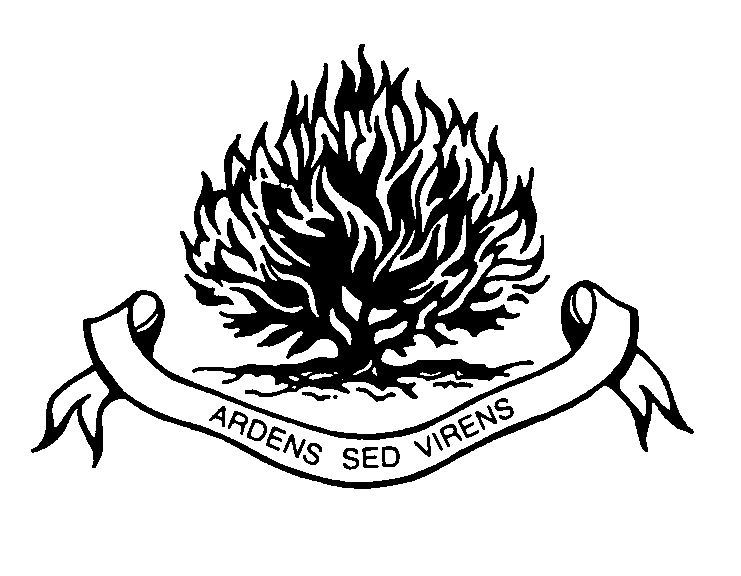
Ancien emblème de l'Église presbytérienne irlandaise.

Institute est un club historiquement lié à la communauté protestante et loyaliste de Londonderry,,. Le logo utilisé par le club représente un buisson ardent dans le même style que celui utilisé par l'Église presbytérienne en Irlande.
Les premières tenues du club sont bleues ciel assorties d'un short blanc et de chaussettes rouges. La tenue reste inchangée jusque dans les années 1990 où le club abandonne les chaussettes rouges. Dès lors différentes combinaisons de couleurs se succèdent pour le short et les chaussettes : le blanc, le marine et le bordeaux sont utilisés.
| 1912                                                    | 1969 | 2005 | 2017 |
| Exemple de tenues domicile depuis la fondation du club, |      |      |      |

## Stade et installations
Institute dispute ses tout premiers matchs au Brandywell et aux Magee College Grounds sur Duncreggan Road. Après la reformation de la section football dans les années 1960, les équipes du club évoluent à Wilton Park dans le Waterside,.
À la suite de l'attaque de ses locaux en 1972, le club déménage à Drumahoe, où le PWMI et la YMCA acquièrent conjointement en juillet 1980 un terrain de 8 ha. Institute y évolue depuis 1980 bien que l'inauguration officielle a lieu le 22 janvier 1985. Le complexe de Drumahoe est à l'origine désigné en tant que YMCA Grounds, mais le stade en lui-même est appelé Riverside Stadium.
Consistant jusqu'au début des années 1990 en un simple terrain entouré d'une barrière, le stade est construit par étapes. Les premiers travaux pour installer les vestiaires près du terrain commencent en 1995. Une première tribune est bâtie en 1998 puis une autre le long de la ligne de touche opposée peu de temps après. Des tribunes derrière chacun des buts sont construites en 2008 et en 2011.
Le stade est fortement endommagé par une inondation en 2017 et par un incendie en 2018. Ne pouvant plus utiliser son stade après l'inondation, Institute joue une saison à Limavady, puis au Brandywell, stade de Derry City FC, à partir de la saison 2018-2019. Le club projette alors, en 2019, de construire un nouveau stade à Clooney Park West, près du terrain historique de Wilton Park, pour retourner définitivement dans le Waterside.

## Annexe